# Александровский сельский совет (Приазовский район)
Александровский сельский совет (укр. Олександрівська сільська рада) — входит в состав
Приазовского района
Запорожской области
Украины.
Административный центр сельского совета находится в 
с. Александровка.

## История
- 1943 — дата образования.

## Населённые пункты совета
- с. Александровка
- с. Нечкино